# Тоё-кандзи
Тоё-кандзи (яп. 当用漢字 то:ё: кандзи), также тоё-кандзихё (яп. 当用漢字表 то:ё: кандзи хё:, «общеупотребительный список кандзи) — список, появившийся в результате реформы японского языка. 16 ноября 1946 года некоторые иероглифы были объявлены министерством культуры «официальными», их должен был знать каждый владеющий японским языком. В 1981 году этот список был заменён списком дзёё-кандзи.

## История
Изучение японского усложняло обилие иероглифов, у многих из которых были вариантные формы. Кроме того, у некоторых иероглифов существовали полные омографы.
Ещё до Второй мировой войны японские учёные пытались решить эту проблему. Одним из наиболее радикальных предложений был полный переход на фонетическую письменность, однако общество его не поддержало.

## Реформа
После Второй мировой войны Министерство образования предложило, параллельно с упрощением существующих кандзи, отбросить сложные знаки и создать список частоупотребимых иероглифов.
Создание списка было частью подготовки к пересмотру непопулярной реформы, уменьшающей использование кандзи. Так как после капитуляции времени на обсуждение почти не оставалось, защитники иероглифов сочли тоё-кандзи достойным компромиссом. Вместе с этим, с инициативами, уничтожающими иероглифы, было покончено.
Таблица чтений кандзи была опубликована в 1948 году, а список знаков — в 1949.
В 1981 году Министерство образования заменило тоё-кандзи на более гибкую систему, дзёё-кандзи.

## Правила использования
Тоё-кандзи был не просто списком, к нему прилагались чёткие инструкции.
- Тоё-кандзи должен использоваться в официальных документах, печати и населением.
- Если в слове лишь часть может быть отражена кандзи (小さい = тиисай, 小 = тии, さい = сай), остальное должно быть записано хираганой.
- Предпочтительно писать окончания глаголов, местоимения, наречия, междометия, послелоги хираганой.
- Заимствованные слова должны писаться катаканой.
- Употребление фуриганы должно быть максимально снижено.
- Для записи терминов кандзи из тоё предпочтительнее, по сравнению с кандзи, которых там нет. Однако не включённые в тоё-кандзи предпочтительнее каны.
- Личные имена и названия могут быть записаны не включёнными в тоё иероглифами.
- Названия животных, растений, иностранные имена и географические названия должны произноситься максимально близко к языку-источнику и писаться катаканой. Исключения возможны для укоренившихся в японском названий некоторых стран, в том числе Китая, США и Великобритании.

## Мадзэгаки
Так как большинство слов, пишущихся иероглифами, состоят из двух знаков, получилось, что у множества двуиероглифных слов один знак входит в тоё-кандзи, а второй — нет. Рекомендация министерства образования состояла в том, чтобы писать не включённый в список иероглиф каной (ふ頭 вместо 埠頭 или 危ぐ вместо 危惧). Такие слова называются мадзэгаки (яп. 交ぜ書き, «смешанные знаки»). Консерваторы-критики назвали мадзэгаки апофеозом либеральной промывки мозгов японских политиков американской оккупацией, а также доказательством разрушения японской культуры. В действительности проблемы истекали из недостаточной проработанности списка.

## Список тоё-кандзи
一 丁 七 丈 三 上 下 不 且 世 丘 丙 中 丸 丹 主 久 乏 乗 乙 九 乳 乾 乱 了 事 二 互 五 井 亜 亡 交 享 京 人 仁 今 介 仕 他 付 代 令 以 仰 仲 件 任 企 伏 伐 休 伯 伴 伸 伺 似 但 位 低 住 佐 何 仏 作 佳 使 来 例 侍 供 依 侮 侯 侵 便 係 促 俊 俗 保 信 修 俳 俵 併 倉 個 倍 倒 候 借 倣 値 倫 仮 偉 偏 停 健 側 偶 傍 傑 備 催 伝 債 傷 傾 働 像 僚 偽 僧 価 儀 億 倹 儒 償 優 元 兄 充 兆 先 光 克 免 児 入 内 全 両 八 公 六 共 兵 具 典 兼 冊 再 冒 冗 冠 冬 冷 准 凍 凝 凡 凶 出 刀 刃 分 切 刈 刊 刑 列 初 判 別 利 到 制 刷 券 刺 刻 則 削 前 剖 剛 剰 副 割 創 劇 剤 剣 力 功 加 劣 助 努 効 劾 勅 勇 勉 動 勘 務 勝 労 募 勢 勤 勲 励 勧 勺 匁 包 化 北 匠 匹 匿 区 十 千 升 午 半 卑 卒 卓 協 南 博 占 印 危 却 卵 巻 卸 即 厘 厚 原 去 参 又 及 友 反 叔 取 受 口 古 句 叫 召 可 史 右 司 各 合 吉 同 名 后 吏 吐 向 君 吟 否 含 呈 呉 吸 吹 告 周 味 呼 命 和 咲 哀 品 員 哲 唆 唐 唯 唱 商 問 啓 善 喚 喜 喪 喫 単 嗣 嘆 器 噴 嚇 厳 嘱 囚 四 回 因 困 固 圏 国 囲 園 円 図 団 土 在 地 坂 均 坊 坑 坪 垂 型 埋 城 域 執 培 基 堂 堅 堤 堪 報 場 塊 塑 塔 塗 境 墓 墜 増 墨 堕 墳 墾 壁 壇 圧 塁 壊 士 壮 壱 寿 夏 夕 外 多 夜 夢 大 天 太 夫 央 失 奇 奉 奏 契 奔 奥 奪 奨 奮 女 奴 好 如 妃 妊 妙 妥 妨 妹 妻 姉 始 姓 委 姫 姻 姿 威 娘 娯 娠 婆 婚 婦 婿 媒 嫁 嫡 嬢 子 孔 字 存 孝 季 孤 孫 学 宅 宇 守 安 完 宗 官 宙 定 宜 客 宣 室 宮 宰 害 宴 家 容 宿 寂 寄 密 富 寒 察 寡 寝 実 寧 審 写 寛 寮 宝 寸 寺 封 射 将 専 尉 尊 尋 対 導 小 少 就 尺 尼 尾 尿 局 居 届 屈 屋 展 層 履 属 山 岐 岩 岸 峠 峰 島 峡 崇 崩 岳 川 州 巡 巣 工 左 巧 巨 差 己 市 布 帆 希 帝 帥 師 席 帳 帯 常 帽 幅 幕 幣 干 平 年 幸 幹 幻 幼 幽 幾 床 序 底 店 府 度 座 庫 庭 庶 康 庸 廉 廊 廃 広 庁 延 廷 建 弊 式 弓 弔 引 弟 弦 弧 弱 張 強 弾 形 彩 彫 彰 影 役 彼 往 征 待 律 後 徐 径 徒 得 従 御 復 循 微 徴 徳 徹 心 必 忌 忍 志 忘 忙 忠 快 念 怒 怖 思 怠 急 性 怪 恒 恐 恥 恨 恩 恭 息 悦 悔 悟 患 悲 悼 情 惑 惜 恵 悪 惰 悩 想 愁 愉 意 愚 愛 感 慎 慈 態 慌 慕 惨 慢 慣 慨 慮 慰 慶 憂 憎 憤 憩 憲 憶 憾 懇 応 懲 懐 懸 恋 成 我 戒 戦 戯 戸 房 所 扇 手 才 打 扱 扶 批 承 技 抄 抑 投 抗 折 抱 抵 押 抽 払 拍 拒 拓 抜 拘 拙 招 拝 括 拷 拾 持 指 振 捕 捨 掃 授 掌 排 掘 掛 採 探 接 控 推 措 描 提 揚 換 握 掲 揮 援 損 揺 捜 搬 携 搾 摘 摩 撤 撮 撲 擁 択 撃 操 担 拠 擦 挙 擬 拡 摂 支 収 改 攻 放 政 故 叙 教 敏 救 敗 敢 散 敬 敵 敷 数 整 文 斗 料 斜 斤 斥 新 断 方 施 旅 旋 族 旗 既 日 旨 早 旬 昇 明 易 昔 星 映 春 昨 昭 是 時 晩 昼 普 景 晴 晶 暇 暑 暖 暗 暫 暮 暴 暦 曇 暁 曜 曲 更 書 替 最 会 月 有 服 朕 朗 望 朝 期 木 未 末 本 札 朱 机 朽 材 村 束 杯 東 松 板 析 林 枚 果 枝 枯 架 柄 某 染 柔 査 柱 柳 校 株 核 根 格 栽 桃 案 桑 梅 条 械 棄 棋 棒 森 棺 植 業 極 栄 構 概 楽 楼 標 枢 模 様 樹 橋 機 横 検 桜 欄 権 次 欲 欺 款 歌 欧 歓 止 正 歩 武 歳 歴 帰 死 殉 殊 殖 残 段 殺 殿 殴 母 毎 毒 比 毛 氏 民 気 水 氷 永 求 汗 汚 江 池 決 汽 沈 没 沖 河 沸 油 治 沼 沿 況 泉 泊 泌 法 波 泣 注 泰 泳 洋 洗 津 活 派 流 浦 浪 浮 浴 海 浸 消 渉 液 涼 淑 涙 淡 浄 深 混 清 浅 添 減 渡 測 港 渇 湖 湯 源 準 温 溶 滅 滋 滑 滞 滴 満 漁 漂 漆 漏 演 漢 漫 漸 潔 潜 潤 潮 渋 澄 沢 激 濁 濃 湿 済 濫 浜 滝 瀬 湾 火 灰 災 炊 炎 炭 烈 無 焦 然 煮 煙 照 煩 熟 熱 燃 燈 焼 営 燥 爆 炉 争 為 爵 父 片 版 牛 牧 物 牲 特 犠 犬 犯 状 狂 狩 狭 猛 猶 獄 独 獲 猟 獣 献 玄 率 玉 王 珍 珠 班 現 球 理 琴 環 璽 甘 生 産 用 田 由 甲 申 男 町 界 畑 畔 留 畜 畝 略 番 画 異 当 畳 疎 疑 疫 疲 疾 病 症 痘 痛 痢 痴 療 癖 登 発 白 百 的 皆 皇 皮 盆 益 盛 盗 盟 尽 監 盤 目 盲 直 相 盾 省 看 真 眠 眼 睡 督 瞬 矛 矢 知 短 石 砂 砲 破 研 硝 硫 硬 碁 砕 碑 確 磁 礁 礎 示 社 祈 祉 秘 祖 祝 神 祥 票 祭 禁 禍 福 禅 礼 秀 私 秋 科 秒 租 秩 移 税 程 稚 種 称 稲 稿 穀 積 穂 穏 穫 穴 究 空 突 窒 窓 窮 窯 窃 立 並 章 童 端 競 竹 笑 笛 符 第 筆 等 筋 筒 答 策 箇 算 管 箱 節 範 築 篤 簡 簿 籍 米 粉 粒 粗 粘 粧 粋 精 糖 糧 系 糾 紀 約 紅 紋 納 純 紙 級 紛 素 紡 索 紫 累 細 紳 紹 紺 終 組 結 絶 絞 絡 給 統 糸 絹 経 緑 維 綱 網 綿 緊 緒 線 締 縁 編 緩 緯 練 縛 県 縫 縮 縦 総 績 繁 織 繕 絵 繭 繰 継 続 繊 欠 罪 置 罰 署 罷 羊 美 着 群 義 羽 翁 翌 習 翼 老 考 者 耐 耕 耗 耳 聖 聞 声 職 聴 粛 肉 肖 肝 肥 肩 肪 肯 育 肺 胃 背 胎 胞 胴 胸 能 脂 脅 脈 脚 脱 脹 腐 腕 脳 腰 腸 腹 膚 膜 膨 胆 臓 臣 臨 自 臭 至 致 台 与 興 旧 舌 舎 舗 舞 舟 航 般 舶 船 艇 艦 良 色 芋 芝 花 芳 芽 苗 若 苦 英 茂 茶 草 荒 荷 荘 茎 菊 菌 菓 菜 華 万 落 葉 著 葬 蒸 蓄 薄 薦 薪 薫 蔵 芸 薬 藩 虐 処 虚 虜 虞 号 蚊 融 虫 蚕 蛮 血 衆 行 術 街 衝 衛 衡 衣 表 衰 衷 袋 被 裁 裂 裏 裕 補 装 裸 製 複 襲 西 要 覆 見 規 視 親 覚 覧 観 角 解 触 言 訂 計 討 訓 託 記 訟 訪 設 許 訴 診 詐 詔 評 詞 詠 試 詩 詰 話 該 詳 誇 誌 認 誓 誕 誘 語 誠 誤 説 課 調 談 請 論 諭 諮 諸 諾 謀 謁 謄 謙 講 謝 謡 謹 証 識 譜 警 訳 議 護 誉 読 変 譲 谷 豆 豊 豚 象 豪 予 貝 貞 負 財 貢 貧 貨 販 貫 責 貯 弐 貴 買 貸 費 貿 賀 賃 賄 資 賊 賓 賜 賞 賠 賢 売 賦 質 頼 購 贈 賛 赤 赦 走 赴 起 超 越 趣 足 距 跡 路 跳 踊 踏 践 躍 身 車 軌 軍 軒 軟 軸 較 載 軽 輝 輩 輪 輸 轄 転 辛 弁 辞 辱 農 込 迅 迎 近 返 迫 迭 述 迷 追 退 送 逃 逆 透 逐 途 通 速 造 連 逮 週 進 逸 遂 遇 遊 運 遍 過 道 達 違 逓 遠 遣 適 遭 遅 遵 遷 選 遺 避 還 辺 邦 邪 邸 郊 郎 郡 部 郭 郵 都 郷 配 酒 酢 酬 酪 酵 酷 酸 酔 醜 医 醸 釈 里 重 野 量 金 針 鈍 鈴 鉛 銀 銃 銅 銑 銘 鋭 鋼 録 錘 錠 銭 錯 錬 鍛 鎖 鎮 鏡 鐘 鉄 鋳 鑑 鉱 長 門 閉 開 閑 間 閣 閥 閲 関 防 阻 附 降 限 陛 院 陣 除 陪 陰 陳 陵 陶 陥 陸 陽 隆 隊 階 隔 際 障 隣 随 険 隠 隷 隻 雄 雅 集 雇 雌 双 雑 離 難 雨 雪 雲 零 雷 電 需 震 霜 霧 露 霊 青 静 非 面 革 音 韻 響 頂 項 順 預 頒 領 頭 題 額 顔 願 類 顧 顕 風 飛 翻 食 飢 飲 飯 飼 飽 飾 養 餓 余 館 首 香 馬 駐 騎 騰 騒 駆 験 驚 駅 骨 髄 体 高 髪 闘 鬼 魂 魅 魔 魚 鮮 鯨 鳥 鳴 鶏 塩 麗 麦 麻 黄 黒 黙 点 党 鼓 鼻 斎 歯 齢

## Внешние ссылки
- Произношение кандзи  (яп.)
- Приказ министерства образования 1946 года  (яп.)
- Таблица знаков тоё-кандзи  (яп.)